# La última batalla
La última batalla (título original en inglés: The Last Battle) es una novela publicado por C. S. Lewis en 1956, ganadora de la Medalla Carnegie (Carnegie Medal). Es la crónica del fin del mundo de Narnia. Jill, Eustace, Edmund, Lucy, Peter, Polly y Dígory regresan a Narnia para salvarla de los invasores y también de un falso Aslan.

## Historia
Comienza durante el reinado del último rey de Narnia, el Rey Tirian, Pentanieto del rey Rilian, y por ende, descendiente del rey Caspian X. Narnia ha experimentado un largo período de paz y prosperidad iniciado desde el comienzo del reinado del rey Caspian X. El libro comienza con un Centauro de nombre Perspicaz, que viene a advertir al rey Tirian del mal extraño y las cosas que están sucediendo a su tierra, ya que las estrellas auguran ominosos acontecimientos.
Un mono llamado Shift (Triquiñuela/Truco) ha convencido a su amigo, el asno Puzzle (Cándido) de vestirlo con la piel de un león, para pretender ser el Gran León Aslan. Cándido, aunque reacio, es engañado por Truco al asegurarle que estarán actuando bajo órdenes del mismo Aslan para cambiar el régimen que gobierna Narnia. De esta manera ellos convencieron a los narnianos (tanto animales parlantes, como los demás seres) de que el verdadero Aslan había regresado, y de que se encuentra muy disgustado con ellos. Por lo tanto, el gran león los someterá a trabajar para los calormenos. Una vez Aslan regresa, tras los abominables hechos, no tardan mucho en darse cuenta de la mentira cuando escuchan decir que Tash (el dios de los calormenes) y Aslan son el mismo ser, al que el mono y sus secuaces bautizan como "Tashlan". Cuando Tirian acusa al mono de mentir, el jefe de los Calormenes, Rishda, ordena golpear al rey y atarlo a un árbol. Tirian, en la desesperación, ora pidiendo ayuda a Aslan, y recibe una visión de Digory Kirke, Polly Plummer, Peter Pevensie, Edmund Pevensie,  Lucy Pevensie, Eustace Scrubb, Jill Pole, aunque no sabe quiénes son. La gente en la sala también puede verlos, y aunque Tirian no puede hablar con ellos, ellos (los Pevensie y demás) suponen que Tirian es un mensajero de Narnia. Unos minutos más tarde, en el tiempo de Narnia, Eustace y Jill llegan allá. Sueltan al rey y luego van en rescate de su unicornio Perla. Una banda de enanos también son rescatados, pero debido a que su fe en Aslan se ha roto, se niegan a ayudar alegando que "los enanos son para los enanos". Solo un enano, Poggin, es fiel a Tirian, Narnia y Aslan, y se une a ellos. Tirian y su pequeño ejército de leales narnianos se preparan para una batalla (la última batalla de Narnia) con los calormenos.
Entonces Aslan aparece, y luego se ve en la puerta del establo a todas las personas y los animales, incluidos los que anteriormente habían muerto. Ellos se reúnen fuera de la granja y son juzgados por Aslan. Aquellos que han sido leales a Aslan, son invitados a pasar por su derecha y cruzar la puerta del establo. Aquellos que han desertado o se opusieron a él, no pasan a través de la puerta, sino que se convierten en criaturas ordinarias y se desvanecen en la sombra para luego desaparecer. Luego Aslan invoca al Padre Tiempo (personaje que Jill y Eustace habían conocido en su viaje anterior a Narnia, cuando rescataron al príncipe Rilian de la Bruja Verde), y después le sugiere que ya es tiempo de comenzar a culminar. Los niños y todos los demás ven toda la vegetación ser comida por los dragones y lagartos gigantes, y el Padre Tiempo pide que desciendan todas las estrellas que ornamentan el cielo de Narnia, quedando el cielo totalmente oscuro. Luego el sol y la luna son destruidos, y al final Peter cierra la puerta. Por último, Aslan los lleva lejos, a su país.
Todos los que habían viajado a Narnia en anteriores libros (excepto Susan porque ella madura y sobrevive al accidente) están reunidos en el país de Aslan. Estaban los Pevensie, el profesor Kirke, la señora Plummer, Jill y Eustace, el ratón Reepicheep, los castores, el señor Tumnus, Caspian X, Rilian, los primeros reyes de la antigua Narnia, etc. Los Pevensie se preguntan por qué están en Narnia otra vez, cuando Aslan les había dicho que no regresarían a ella. A esta pregunta el profesor les expone la teoría de que el León quiso decirles que no volverían a la antigua Narnia, sino a la nueva Narnia, que es distinta y más real. Aslan, al final, les explica que todos ellos han muerto en la Tierra en un accidente de ferrocarril, incluso los padres de los Pevensie. Se puso de manifiesto que el país de Aslan es el ideal platónico de Narnia (o el real de Narnia), como un mundo dentro de otro mundo. Por eso, la Narnia que habían visitado era una mera sombra de reflexión.

## Capítulos
1. Junto al estanque del Caldero
2. La impetuosidad del rey
3. El mono en toda su gloria
4. Lo que sucedió aquella noche
5. Cómo le llegó ayuda al rey
6. Una noche muy fructífera
7. El asunto de los enanos
8. La noticia que trajo el águila
9. La gran reunión en la colina del establo
10. ¿Quién entrará en el establo?
11. Las cosas se precipitan
12. A través de la puerta del establo
13. Cómo los enanos rehusaron dejarse embaucar
14. La noche cae sobre Narnia
15. ¡Entrad sin miedo y subid más!
16. Adiós al País de las Sombras